# Bake Off Brasil: A Cereja do Bolo
Bake Off Brasil: A Cereja do Bolo foi um programa de televisão exibido pelo SBT, com entrevistas e dicas dos atuais jurados e com a participação dos participantes do talent show Bake Off Brasil: Mão na Massa, além de ensinar ao público a forma correta de se fazer as receitas mais polêmicas e difíceis de todas as temporadas do programa. A primeira temporada estreou em 2 de maio de 2020. Em sua última temporada, o programa era apresentado por Nadja Haddad, Dony De Nuccio, Tiago Barnabé e Gustavo Cavalcanti que mostram as dicas e ensinam as receitas apresentadas durante as provas do Bake Off.

## Produção
Devido aos impactos da pandemia de COVID-19 na televisão brasileira, o SBT adiou a estreia da nova temporada de Fábrica de Casamentos para meados de 2020, e optou por criar o Bake Off Brasil: A Cereja do Bolo para preencher a lacuna da programação.
A primeira temporada do programa, apresentou uma compilação dos momentos mais marcantes da franquia. As retrospectivas foram apresentadas por Nadja Haddad e também incluíram receitas revisitadas pela jurados Beca Milano e Olivier Anquier, conversas e atualizações de técnicas de confeitaria com participantes de temporadas anteriores e aparições de convidados famosos.
Com o sucesso do programa, a segunda temporada estreou dois meses depois da última temporada, substituindo o Esquadrão da Moda, que deixou temporariamente a grade da emissora devido a impossibilidade de sua produção. Desde a sua estreia, o programa mostra reportagens com os participantes eliminados, análises e comentários das cenas de temporadas anteriores – como brigas, festas e conversas escondidas e também ensina ao público o passo a passo de receitas polêmicas e da montagem dos bolos que passaram pelo programa. Em certos momentos são exibidos bastidores da última temporada da versão principal da franquia que está ao ar. Todo material utilizado no programa é exclusivo e inédito, incluindo entrevistas com os eliminados, familiares e convidados sobre os bastidores da competição.

## Apresentação
| Apresentador(a)    | Temporadas | Temporadas | Temporadas | Temporadas |
| Apresentador(a)    | 1          | 2          | 3          | 4          |
| ------------------ | ---------- | ---------- | ---------- | ---------- |
| Nadja Haddad       |            |            |            |            |
| Beca Milano        |            |            |            |            |
| Olivier Anquier    |            |            |            |            |
| Dony De Nuccio     |            |            |            |            |
| Tiago Barnabé      |            |            |            |            |
| Gustavo Cavalcanti |            |            |            |            |

## Audiência
- Os dados são providos pelo IBOPE e se referem ao público da Grande São Paulo.

| Temporada | Horário       | Episódios | Estreia               | Estreia   | Final                  | Final     | Média Geral (em pontos do IBOPE) |
| Temporada | Horário       | Episódios | Data                  | Audiência | Data                   | Audiência | Média Geral (em pontos do IBOPE) |
| --------- | ------------- | --------- | --------------------- | --------- | ---------------------- | --------- | -------------------------------- |
| 1.ª       | Sábado, 22h30 | 8         | 2 de maio de 2020     | 7,1       | 20 de junho de 2020    | 6,8       | 5,0                              |
| 2.ª       | Sábado, 21h30 | 18        | 22 de agosto de 2020  | 4,5       | 19 de dezembro de 2020 | 4,2       |                                  |
| 3.ª       | Sábado, 22h30 |           | 4 de setembro de 2021 | 4,0       |                        |           |                                  |

- Em 2020, cada ponto representava 74.9 mil domicílios ou 203,3 mil pessoas na Grande São Paulo.
- Em 2021, cada ponto representa a 76,0 mil domicílios ou 205 mil pessoas na Grande São Paulo.